# Pristimantis rubicundus
Pristimantis rubicundus es una especie de anfibio anuro de la familia Craugastoridae.

## Distribución
Esta especie es endémica de Ecuador. Habita en las provincias de Napo y Pastaza entre los 1 080 y 1 300 m de altitud en la faz amazónica de la Cordillera Oriental.

## Publicación original
- Jiménez de la Espada, 1875 : Vertebrados del viaje al Pacifico : verificado de 1862 a 1865 por una comisión de naturalistas enviada por el Gobierno Español : batracios, p. 1-208[5]